# La Cruz (Córdoba)
La Cruz es una localidad situada en el departamento Calamuchita, provincia de Córdoba, Argentina.
Sus principales actividades económicas son la agricultura y la ganadería, aunque también cuenta con variados atractivos turísticos, tales como su balneario, el circuito de Las Cascadas, la juntura de los ríos de La Cruz y Quillinzo, entre otros.
Cuenta con una población de 1.822 habitantes (Indec, 2023) y 1093 viviendas particulares.

## Historia
La Cruz cuenta con dos fundaciones, una que remonta a las primeras conquistas españolas en territorio cordobés, posterior a 1570, donde las tierras fueron entregadas en encomienda a Pedro González Carriazo y Diaz de la Torre. Allí, estableció la Estancia de "La Cruz" que se extendía al norte, desde el margen sud del Rio Ctalamuchita (Río Tercero), al oeste con el Quimllinza (actual Río Quillinzo), al sud con Río de los Liscin (Río de los Sauces) y al oeste con la Sierra de los Cóndores.
La Familia Díaz de la Torre poseyó generación tras generación la estancia que proveía de ganado y corrales para el transporte que efectuaban arrieros en las rutas de Chile y al Alto Perú. La población se formó en diversos momentos dado que fue usual el saqueo de malones indígenas.
Mientras la propiedad le fuera legada a doña Francisca Díaz de la Torre, cedió bajo disposición testamentaria fondos para la construcción de la segunda capilla de La Cruz, donde se emplazaría una imagen de la que era devota su familia con tradición militar, nuestra Señora de las Mercedes. 
El 11 de mayo de 1870, el Gobierno de Córdoba firma el decreto de expropiación de tierras para la segunda fundación de la "Villa de La Cruz", en el actual ejido urbano a las márgenes del Río La Cruz.
En 1871 se emprende la compra de terrenos y se delinean las primeras manzanas para el definitivo asentamiento de familias criollas que ejercían el comercio en la zona. 
Hacia 1890, comienza el influjo migratorio de españoles, Sirios Libaneses y posteriormente la llegada de italianos de la zona del piamonte.
Desde aproximadamente 1860 se emprenden modificaciones en la segunda Capilla por donaciones de un acaudalado militar y ganadero de la zona, Benigno Álvarez, quien encomienda parte de su legado para la construcción de una Iglesia que se concluyó en 1906 y de quien fuera su primer párroco, el Presbítero Alejo Torres (descendiente de los Diaz de la Torre).
Su primer Comisario Político fue Sinesio Aguirre (UCR), quien muriera en situaciones trágicas en 1916. Con posterioridad, con la reforma de la constitución, fue designado en 1957 como primer interventor, Roberto Canavesio (UCR).
En 1963, en elecciones libres, fue electo Roberto Canavesio (UCR), periodo en el que se estableció el primer perfil turístico que compensara el retraimiento de la explotación minera. Su gobierno fue interrumpido por el golpe militar de 1966.
En 1966, fue designado como interventor, Alesio Biondi (UCRI), que avanzó en la urbanización y mejora del ejido con la ampliación de los servicios públicos.
En 1973, con la convocatoria a elecciones libres, fue electo Jorge David (PJ) que ejerció su mandato hasta el golpe de Estado de 1976, donde fue designado nuevamente interventor, Alesio Biondi hasta que por impedimentos de salud, fue reemplazado por el interventor José Eduardo Hid.
En las elecciones libres del 30 de octubre de 1983, fue electo Carlos Alberto Debiasi (UCR) quien fue reelecto en 1987.
Lo sucedió en 1991, Carlos Bima (UCR) quien fue reelecto en 1995 y en 1999. En 2003, fue electa Alícia Bima (UCR).
En 2007, triunfó en las elecciones el primer intendente de extracción justicialista desde el retorno a la democracia, Rubén Rossi (PJ) y tras 4 años, en 2011 se consagró electo Mauro Bottini (PJ).
En las elecciones de 2015 el triunfo retorna a la mayoría del radicalismo en la que resulta electo Mauricio Jaimes (UCR) . Este, es reelecto en 2019, nuevamente en alianza con otros sectores que encabezaba la UCR.
Tras las elecciones de 2023, es electa Raquel Mélica (UCR) por el frente de Juntos Por el Cambio.

## Turismo
La apertura de la temporada turística se realiza el 26 de diciembre y finaliza a fines de febrero. Durante dicha temporada los turistas se congregan en departamentos y cabañas de alquiler y en el camping municipal, el cual se encuentra en la ribera norte del Río de La Cruz.
Cada año, a fines de enero o principios de febrero y durante dos noches, se realiza un festival de música y arte denominado Festival del Balneario, en el cual hacen su presentación, además de artistas locales, reconocidas figuras de renombre nacional.
También cuenta desde hace un tiempo, con distintos eventos deportivos y en contacto con la naturaleza. Podemos mencionar el Maratón Cross del río en noviembre, ciclismo, encuentro de casillas rodantes y motor home, y eventos de pre festival como el Paladar Criollo. 
Se sitúa en la localidad el Complejo hidroeléctrico Río Grande. La Cruz reclamó también la pertenencia de la Central nuclear Embalse por considerarse que estaba dentro del radio local, pero de acuerdo con lo legislado en abril de 2010, el terreno en el que se encuentra dicha central pertenece a Embalse.

## Oferta Educativa
En oferta educativa, la localidad posee:
- Sala de 3 años: "Jardin Chocolate" ofrecerservicio educativo de nivel inicial en salas de tres.
- Jardín de Infantes: Domingo Faustino Sarmiento, en funcionamiento desde el 24 de octubre de 1972[3]. Luego de diversas locaciones se ubicó en su edificio de Calle Sarmiento.
- Institución de formación Primaria:  Domingo Faustino Sarmiento. Tiene su antecedente en el 20 de febrero de 1890, a poco de su funcionamiento sufre un deterioro en un sismo dado su precario emplazamiento con paredes de adobe. Luego de transitar distintas ubicaciones entre las que se encontró la Sala parroquial (que se ubicaba en Sarmiento y 9 de julio), logró su actual emplazamiento en terrenos que fueron adquiridos por la Provincia para las otras dos funciones estatales locales, la jefatura política y comisaria, en la calle Sarmiento. Posteriormente, ya con el fin de obra, se le otorga el 4 de marzo de 1936, el nombre de Domingo Faustino Sarmiento[3].
- Institución de formación Secundaria: En 1972 se conforma una comisión vecinal pro colegio secundario (Luego Comisión Propietaria) que logró iniciar sus actividades en 1973, con la denominación de Instituto Superior de Comercio Dr. Dalmacio Vélez Sarsfield[3].
- Institución de formación Secundaria para adultos: C.E.N.M.A. N° 211 Dr. René Favaloro anexo La Cruz.

Además de las instituciones públicas, se encuentran academias privadas y municipales de danza folclórica, pintura y artesanías.

## Deportes
El aspecto deportivo y social de la localidad está cubierto por el Club Sportivo y Biblioteca La Cruz, que posee entre sus instalaciones un amplio salón donde se organizan los eventos sociales más importantes del pueblo (actos escolares, fiestas, etc). El club también posee un pequeño estadio de fútbol, en el cual se hacen las prácticas semanales del equipo local, perteneciente al mismo club.

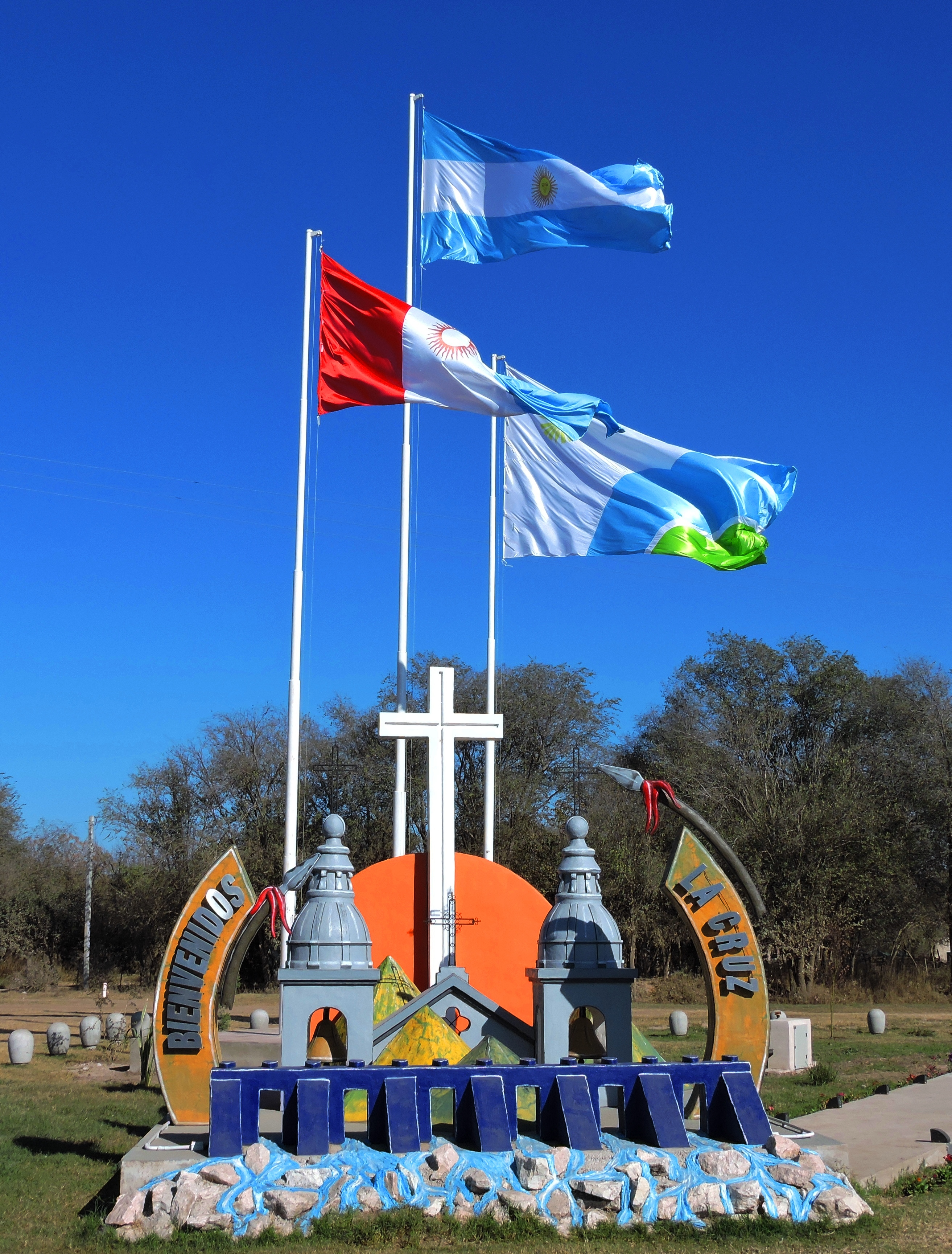
Monumento de ingreso a la localidad de La Cruz, llegando desde Embalse Río Tercero.

## Parroquias de la Iglesia católica en La Cruz
| Diócesis  | Villa María                 |
| --------- | --------------------------- |
| Parroquia | Nuestra Señora de la Merced |

Su santo patrono es la Virgen de la Merced, cuya conmemoración se celebra el día 24 de septiembre desde la época colonial.

## Medios de Comunicación
- Cadena Calamuchita - 98.7 (A partir del 22 de abril)
- Radio Neutro 103.5 FM
- Cadena 3 AM 700 (Nivel Provincial)
- Canal 2 (Svision) desde Santa Rosa de Calamuchita.